# Prosarthria
Prosarthria är ett släkte av insekter. Prosarthria ingår i familjen Proscopiidae.
Kladogram enligt Catalogue of Life:
| Prosarthria | \| \| Prosarthria caucensis \| \| \| \| \| \| Prosarthria teretrirostris \| \| \| \| |
|             | \| \| Prosarthria caucensis \| \| \| \| \| \| Prosarthria teretrirostris \| \| \| \| |
|             | Prosarthria caucensis                                                                |
|             |                                                                                      |
|             | Prosarthria teretrirostris                                                           |
|             |                                                                                      |